# Њижна Боца
Њижна Боца (слч. Nižná Boca) насељено је мјесто са административним статусом сеоске општине (слч. obec) у округу Липтовски Микулаш, у Жилинском крају, Словачка Република.

## Становништво
| Година:    | 1994. | 2004.   | 2014.   | 2024.   |
| ---------- | ----- | ------- | ------- | ------- |
| Број људи: | 189   | 178     | 164     | 155     |
| Разлика:   |       | -5,82 % | -7,86 % | -5,48 % |

| Година:    | 2023. | 2024.   |
| ---------- | ----- | ------- |
| Број људи: | 158   | 155     |
| Разлика:   |       | -1,89 % |

Према подацима о броју становника из 2011. године насеље је имало 158 становника.